# 9811 Cavadore
9811 Cavadore eller 1998 ST är en asteroid i huvudbältet som upptäcktes den 16 september 1998 av OCA–DLR Asteroid Survey (ODAS). Den är uppkallad efter den franske amatörastronomen Cyril Cavadore.